# 张锲
张锲（1933年—2014年1月14日），原名张书宝，男，安徽寿县人，中国文学家。主要专长于报告文学，同时也进行诗词、小说、散文创作。《热流》曾获全国优秀报告文学奖，他还著有《改革者》、《新潮集》、《寻找星球的结合点》等。

## 生平
1996年，担任中国文学艺术界联合会副主席。2014年1月去世。